# Eumetabola
Eumetabola là một nhánh chưa phân loại của Neoptera. Hai nhánh Paurometabola và Eumetabola có thể là nhóm chị của Neoptera sau sự loại trừ của Plecoptera. Đơn ngành của các nhóm nhỏ này có ít bằng chứng.
Eumetabola là nhánh có nhiều loài động vật nhất. Theo một phân tích phát sinh loài, nhánh Eumetabola bắt nguồn vào khoảng 390-350 triệu năm trước, trong kỷ Devon muộn.